# واژه‌یاب
واژه‌یاب نمایه‌ای الفبایی از کلمات موجود در یک متن به‌همراه نشانی بازیابیِ آن‌هاست. در قدیم بدان کَشّاف می‌گفتند.
در واژه‌یاب‌ها معمولاً واژه‌های به‌کاررفته در یک اثر در نظم الفبایی مرتب می‌شوند و بر اساس توالی حضور آن‌ها در متن، می‌آیند.
واژه‌یاب‌ها ممکن است با عناوین مختلفی همچون کشف‌اللغات، کشف‌الابیات، کشف‌المطالب، معاجم الفاظ، فرهنگ‌های بسامدی، فرهنگ‌های آماری، مفتاح، مصباح، دلیل، هادیه، و جز آن تهیه شوند.
به‌دلیل وقت‌گیر بودن تهیهٔ واژه‌یاب‌ها پیش از دوران رایانه، در آن دوره بیشتر برای متون مهمی چون انجیل و قرآن و آثار شکسپیر و امثال آنها واژه‌یاب تهیه می‌شد.